# توماس دي بويتل
توماس دي بويتل أو توماس دي بوتيل أو توماس دي بوتل (توفي بين 1420-1422 تقريبًا)، هو أسقفٌ، ورجل دين، ومُراجِع بابويّ، عمل في أواخر القرن الخامس عشر وبداية القرن السادس عشر الميلادي. أصله غالبًا من منطقة جالاوي الاسكتلندية، ومارس مهنة جامعية في القانون الكنسي في إنجلترا وفرنسا، قبل تعيينه للخدمة في بلاط البابا المزيف بينيديكت الثالث عشر من أفينيون. تدرّج في المناصب الكنسية المأجورة في ذلك الوقت، بما فيها منصب رئيس شمامسة جالاوي، وأسقف الكنيسة المجمعيّة في مايوبل، وربما كان أول أسقف فيها. بلغ توماس ذروة تألّقه الكنسي عندما عيّنه البابا أسقفاً لأبرشية جالاوي، وهو المنصب الذي استمرّ فيه منذ عام 1415 حتى وفاته.

## الخلفية والتعليم
يشير اسم توماس بقوّة إلى احتمال كونه من بويتل في كيركيدبرايتشير، الواقعة في منطقة جالاوي الاسكتلندية، وهي أراضٍ خاضعة لسيطرة عائلة دوجلاس. في العام 1388، يقال أنه كان باحثًا في القانون الكنسيّ في جامعة أوكسفورد لمدة خمس سنوات، وقد ثبتت صحّة تلك الأخبار نسبياً لأنه مُنح جواز تنقّل من التاج البريطاني في 18 فبراير 1380، للسفر والدراسة في أوكسفورد لمدة عام.
بحلول 18 أبريل 1390، حصل على شهادة البكالوريس في القانون الكنسي من جامعة أفينيون الفرنسية؛ يظهر اسمه في سجلات طلاب الجامعة في 9 أغسطس 1393 ومرة أخرى في 21 أكتوبر 1394. حاز توماس على الدكتوراه في القانون الكنسي بين 15 يوليو 1401 و9 يونيو 1410. شهِد توماس وضع الأسقف هنري دي واردلو للميثاق التأسيسي جامعة سانت أندروز في 28 فبراير 1412 وكان ضمن الحاصلين على منحة الامتيازات التي وهبها البابا المزيف بينيديكت الثالث عشر للجامعة الجديدة في 28 أغسطس 1413.

## أول أسقف لأبرشية مايبول

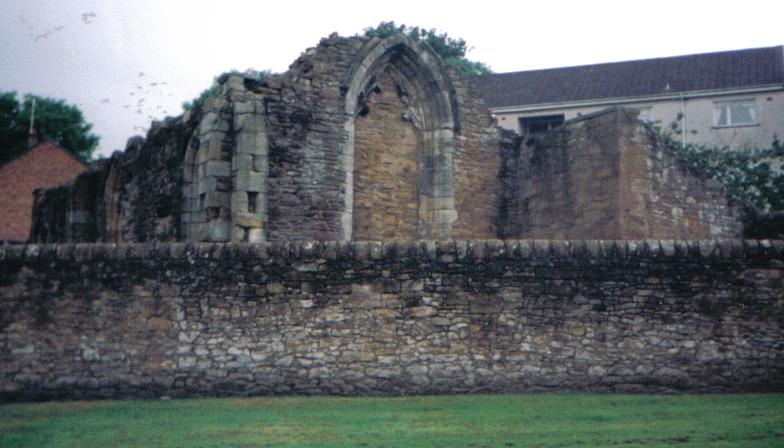
أنقاض كنيسة مايبول المجمعية (عام 2005) التي كُرّست إلى القديسة مريم بدلًا من القديس كوثبرت، ولكن كان القديس كوثبرت موضع تكريس الكنيسة الرعوية.

في 1 فبراير 1388، أمرت رسالة من بابا آفينيون، كليمينت السابع، موجهة إلى أبرشية جلاسكو أن «يتولى توماس رئاسة أبرشية كنيسة سانت ميري دي مايبول». وهو منصب كنسي مأجور دون عملٍ روحي. تأسست كنيسة مايوبل المجمعية برعاية جون كيندي، لورد قرية دونيور، قبل 2 فبراير 1382، عندما صدر أمرٌ بابويّ بإنشاء الكنيسة. في السنة السابقة لذلك التاريخ، أنشأ لورد دونيور كنيسة صغيرة للقديسة مريم بجانب أبرشية كنيسة مايبول، تضمّن إنشاؤها منصبَ رئيس أبرشية، قسيسين، وكاتبًا كنسيًا. تولّى توماس دي بويتل منصب رئاسة الأبرشية فيها. من الوارد أن توماس كان القسيس الأكبر عندما أصبحت كنيسة مجمعية، وهو على كل حال أقدم رئيس كنيسة مجمعية معروف، ولم يُذكر أحدٌ قبله في ذلك المنصب، لا تعييناً ولا وفاةً.
بقي توماس رئيساً لأبرشية مايبول حتى العام 1401، وربما إلى بعد ذلك، حتى تعيينه أسقفاً لجالاوي.

## رئيس شمامسة جالاوي

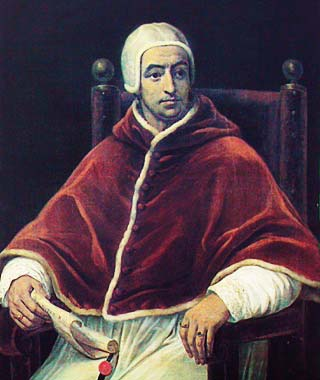
البابا المزيف بندكت الثالث عشر من أفينيون الذي كان سيد وراعي توماس.

في 2 مارس 1391، صدر التعيين البابوي لتوماس كرئيس شمامسة جالاوي. في 23 مايو، أُرسل البابا أمرًا إلى كبار رجال الكهنوت في أبرشية جالاسكو بتعيين توماس كرئيس شمامسة جالاوي، وهو المنصب الذي كان يشغله باتريك سميرليز «بشكل غير شرعي». منح الأمر البابوي إذناً خاصاً لتوماس ببقائه رئيساً لأبرشية مايوبل ومنصب كاهن لوخروتون. بحلول 9 أغسطس، كان توماس في خصام قضائي ضدّ سميرليز، بعد أن كان توماس مستقيلًا من لوخروتون؛ وثبت منصبه كرئيس للشمامسة بحلول 21 أكتوبر 1394.

## عمله البابوي ومناصبه الكنسيّة
تخلّى توماس عن منصبه في مايبول عبر وسيط اسمه باتريك دي هيوستن في المحكمة البابوية في 16 فبراير 1398، متبادلاً مع جيلبرت آدونان كنيسةَ كيركولم. فُصل من منصبه الكنسي مؤقتاً، ولكن أُعيد تنصيبه بأمر بابوي بتاريخ 13 أكتوبر 1410. تلقّى تعيينًا بابويًا في 5 ديسمبر 1412 بمنصب رئاسة الشمامسة ذي الأهمية السياسية في داندونالد، كايل. ولم يتم هذا التعيين، إذ تبين أن الكاهن السابق كان على قيد الحياة.
حصل بدلًا من ذلك على الاعتماد البابوي لكنيسة كينكيل في أبرشية إيبردين، ومنصب كاهن مأجور في إنفيركيثني، ومنصب الكنيسة في أبرشية موراي مع منصب الكهانة المرتبط بها في كاتدرائية إيلجين. أمضى توماس معظم القرن الخامس عشر خارج اسكتلندا في مناصب بابويّة، وكانت هذه المناصب على الأرجح لترفد دخله. عندما كان في اسكتلندا في فبراير 1412 ليحضر وضع الميثاق التأسيسي لجامعة سينت آندروز، ويقال أنه عين مُراجِع أدلة في البلاط البابوي المقدّس. عاد توماس في السنة ذاتها إلى بلاط البابا بينيديكت في إسبانيا، وعمل بعدها في مناصب بابوية مختلفة، وكوكيل للشعب الإسكتلندي.

## أسقف جالاوي
عُيّن توماس أسقفاً لجالاوي بعد وفاة إلياسيوس آدوجان، الأسقف السابق، مكافأة له على خدمته لبابا أفينيون المزيف، المعترف به في اسكتلندا، وصقلية، وأرغون، وقشتالة. حدث هذا في 14 يونيو 1415. على الرغم من أنّ الفرع المحلي انتخب جيلبرت كافان، الموظف لدى إيرل دوجلاس ليشغل المنصب، ألغى البابا بيندكت نتائج الانتخابات وعيّن توماس في المنصب. حصل هذا غالبًا خلافاً لرغبة عائلة دوجلاس، والتي عمل كافان لديها. استقال توماس من منصب رئيس شمامسة جالاوي، فخلفه جيلبيرت كافان في المنصب. تلقّى كافان حصص توماس من مناصبه الكنسية في موراي وإيبرديين، كنوعٍ من التعويض غالبًا.
لم يكن عمل توماس في منصب أسقف جالاوي سهلاً، وقد يُعزى ذلك إلى معارضة عائلة دوجلاس. أتى أمر بابوي بتاريخ 5 سبتمبر 1415، إلى نائب رئيس كاتدرائية جالاسكو، أن على النائب أن يضمن حماية توماس وخلفائه من مالكي الأراضي الكنسية التي تتعرّض للمضايقات. لم يُعثر على رسائل أخرى من هذا النوع في تواريخ لاحقة. أدلى توماس بشهادة في بيرث بتاريخ 17 مارس عام 1416، نظّمها الأسقف هينري دي وورلدلاو من سانت أندروز، بناءً على طلب مجمع كونستانس، ما يدل على تراجع ولاء توماس لبابوية أفينيون. يقال أن الأسقف توماس كان بصحّة سيئة بحلول العام 1420. وهي السنة التي لم يتمكن فيها من حضور المجلس الكنسي المحلي للكنيسة الاسكتلندية في بيرث، وأرسل نائباً عنه. توفي توماس دي بويتل في الفترة بين يوم 16 يوليو 1420 (تاريخ انعقاد المجلس) ويوم 4 ديسمبر 1422، عند تعيين آليكساندر فاوس، أسقف كايتنيس، كخليفة لتوماس، أسقف جالاوي. يقدّر البروفيسور دونالد وات وفاة توماس في يوم ما خلال العام 1422.